# تاریخ امارات متحده عربی

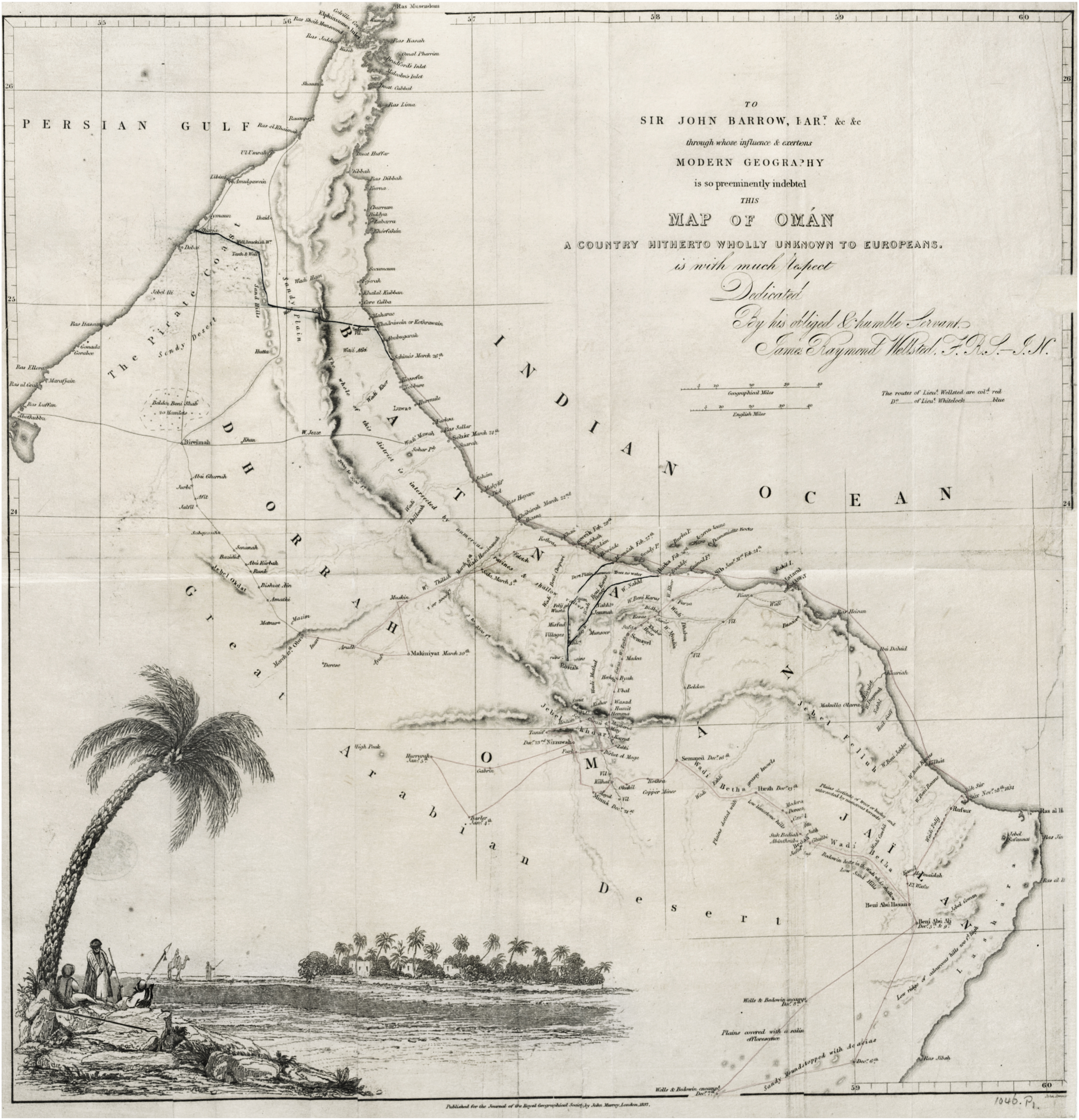
۱۸۳۸ نقشه عمان، شبه جزیره ای که در سال ۱۹۷۱ به امارات متحده عربی تبدیل می‌شود

امارات متحده عربی کشوری است که در قسمت شرقی شبه جزیره عرب در سواحل جنوب شرقی خلیج فارس و ساحل شمال غربی خلیج عمان واقع است. امارات از هفت شیخ نشین تشکیل شده‌است و در ۲ دسامبر ۱۹۷۱ به عنوان فدراسیون تأسیس شد. شش نفر از هفت امارت (ابوظبی، دبی، شارجه، عجمان، ام‌القیوین و فجیره) در آن تاریخ جمع شده‌اند. هفتمین، راس الخیمه، در ۱۰ فوریه ۱۹۷۲ به این فدراسیون پیوست. این هفت شیخ در گذشته با اشاره به روابط پیمانی که با انگلیس در قرن نوزدهم برقرار شده بود، به عنوان ساحل دزدان شناخته می‌شدند. 
آثار باستانی کشف شده در امارات، تاریخ سکونت و مهاجرت انسانی را نشان می‌دهد که در ۱۲۵۰۰۰ سال به طول انجامیده‌است. این منطقه قبلاً محل اقامت مردم ماگان که به سومری‌ها مشهور بود، که با هر دو شهر ساحلی و کارگران معدن برنز و کارخانه‌های معدنی داخلی کار می‌کردند. تاریخ غنی تجارت با فرهنگ هاراپان دره ایندوس نیز با یافتن جواهرات و اقلام دیگر مشهود است و همچنین شواهد اولیه گسترده‌ای از تجارت با افغانستان و باختر و همچنین شام وجود دارد.
از دوران عصر آهن و عصر هلنیستی متعاقب آن، این منطقه به عنوان یک مکان تجارت مهم ساحلی باقی مانده‌است. به عنوان یک نتیجه از جنگهای ارتداد، منطقه در قرن ۷ اسلامی‌سازی شد. بنادر کوچک تجارت در کنار گازهای درونی مانند لیوا، العین و ذید و جامعه قبیله نشین با جمعیت ساکن در مناطق ساحلی همگام بوده‌اند.
امروزه امارات متحده عربی کشوری مدرن و صادر کننده نفت است که دارای اقتصاد بسیار متنوعی است و بویژه دبی در یک مرکز جهانی برای گردشگری، خرده فروشی و امور مالی در حال توسعه است، همچنین مرکز بلندترین ساختمان جهان و بزرگترین بندر دست‌ساز در دنیا می‌باشد.

## پیش از تاریخ

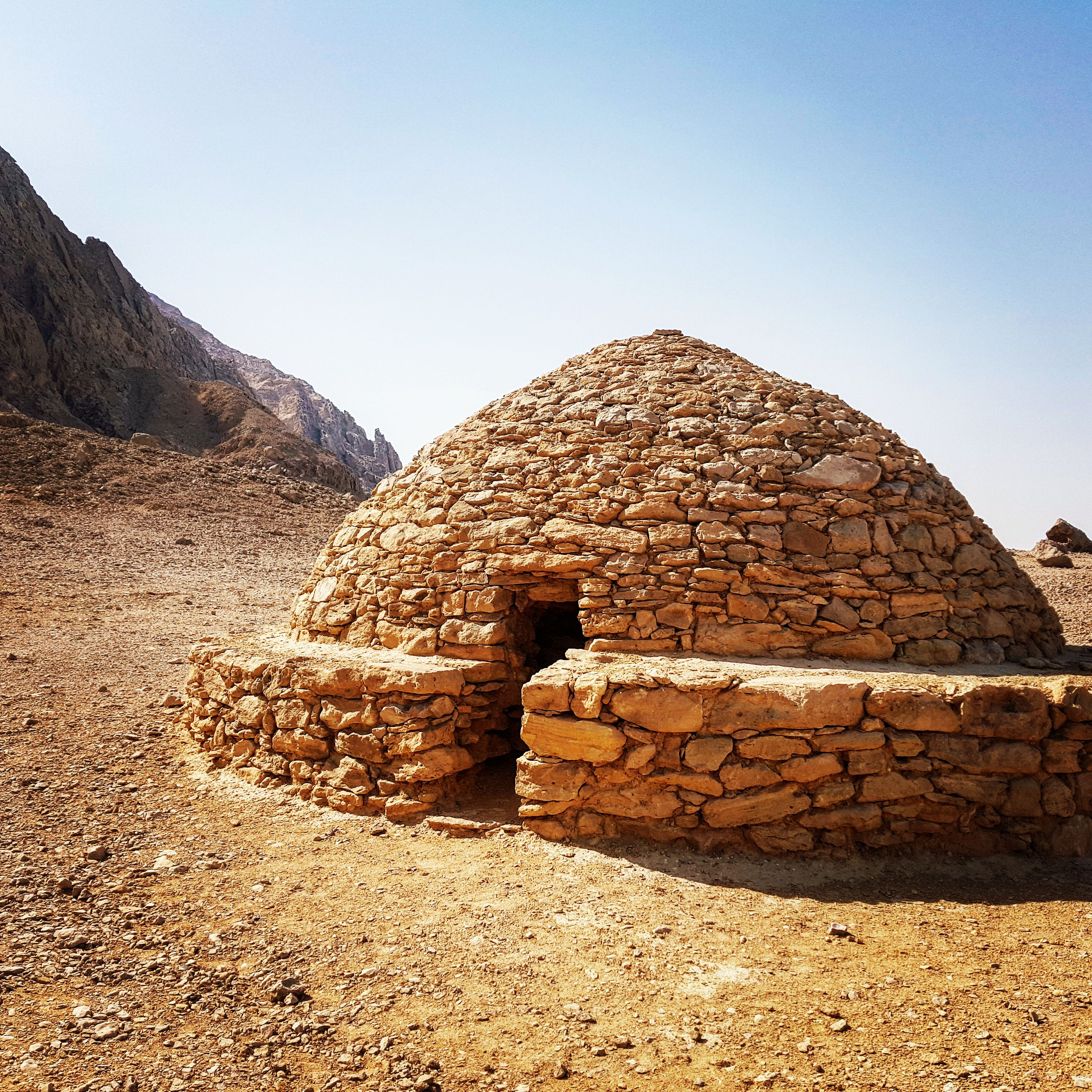
آرامگاه «زنبور عسل» در میزی - پارک کویری جبل حافه، العین، منطقه شرقی ابوظبی

در سال ۲۰۱۱، محورهای دستی ابتدایی، و همچنین انواع مختلفی از مواد خراش دهنده و سوراخ کننده در محوطه باستان‌شناسی جبل فیا در امارات متحده عربی کاوش شدند. این ابزارها شبیه به انواع مورد استفاده انسانهای مدرن اولیه در شرق آفریقا است. از طریق تکنیک تاریخ‌گذاری گرماتابی آثار باستانی بیش از ۱۲۵۰۰۰ سال قدمت قرار گرفتند. این نخستین شواهد در مورد انسانهای مدرن است که در هر نقطه خارج از آفریقا یافت می‌شود و دلالت بر انسانهای مدرن دارد که خیلی زودتر از آنچه قبلاً تصور می‌شد آفریقا را ترک کرده‌اند. محل این اکتشافات در کنار یافته‌های فرهنگ‌های بعدی، از جمله مقبره‌ها و سایر یافته‌های مربوط به دوره‌های ام‌النار ، وادی سوق و اسلامی ، در مرکز باستان‌شناسی ملیحا شارجه ، حفظ شده‌است.

## عصر آهن

مکا یکی از ساتراپی‌های شاهنشاهی هخامنشی

از ۱۲۰۰ سال قبل از میلاد تا ظهور اسلام در عربستان سعودی، از طریق سه سده متمایز آهن (عصر آهن ۱، ۱۲۰۰–۱۰۰۰ پیش از میلاد؛ عصر آهن II، ۱۰۰۰–۶۰۰ قبل از میلاد و عصر آهن III ۶۰۰–۳۰۰ قبل از میلاد) و دوره هلنی (۳۰۰ سال قبل از میلاد به بعد)، این منطقه به طرق مختلفی توسط شاهنشاهی هخامنشی و سایر نیروها اشغال شد و شاهد ساخت شهرکهای مستحکم و دامداری‌های گسترده به لطف توسعه سیستم آبیاری قنات بود. یافته‌های اولیه افلج، به ویژه آنهایی که در اطراف شهر کویری العین قرار دارند، به عنوان اولین مدرک ساخت این آبراه‌ها ذکر شده‌است.مراکز مهم عصر آهن در امارات متحده عربی ثروت غیرمعمول در اکتشافات باستان شناسان، به ویژه مرکز متالورژی چشمگیر ساروق الحدید در دبی که امروزه وجود دارد، به ارمغان آورده‌اند. از دیگر شهرکهای مهم عصر آهن در کشور می‌توان به التقیبه، بییدا بن سعود، اد دور و تل ابراق اشاره کرد.

## تأسیس
این کشور در ۲ دسامبر ۱۹۷۱ میلادی تأسیس شده‌است و پیش از آن به نام امارات متصالحه امارات ساحل عمان مشهور بوده‌است.

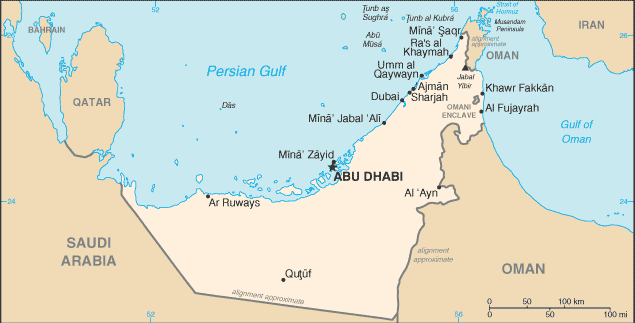
نقشه امارات

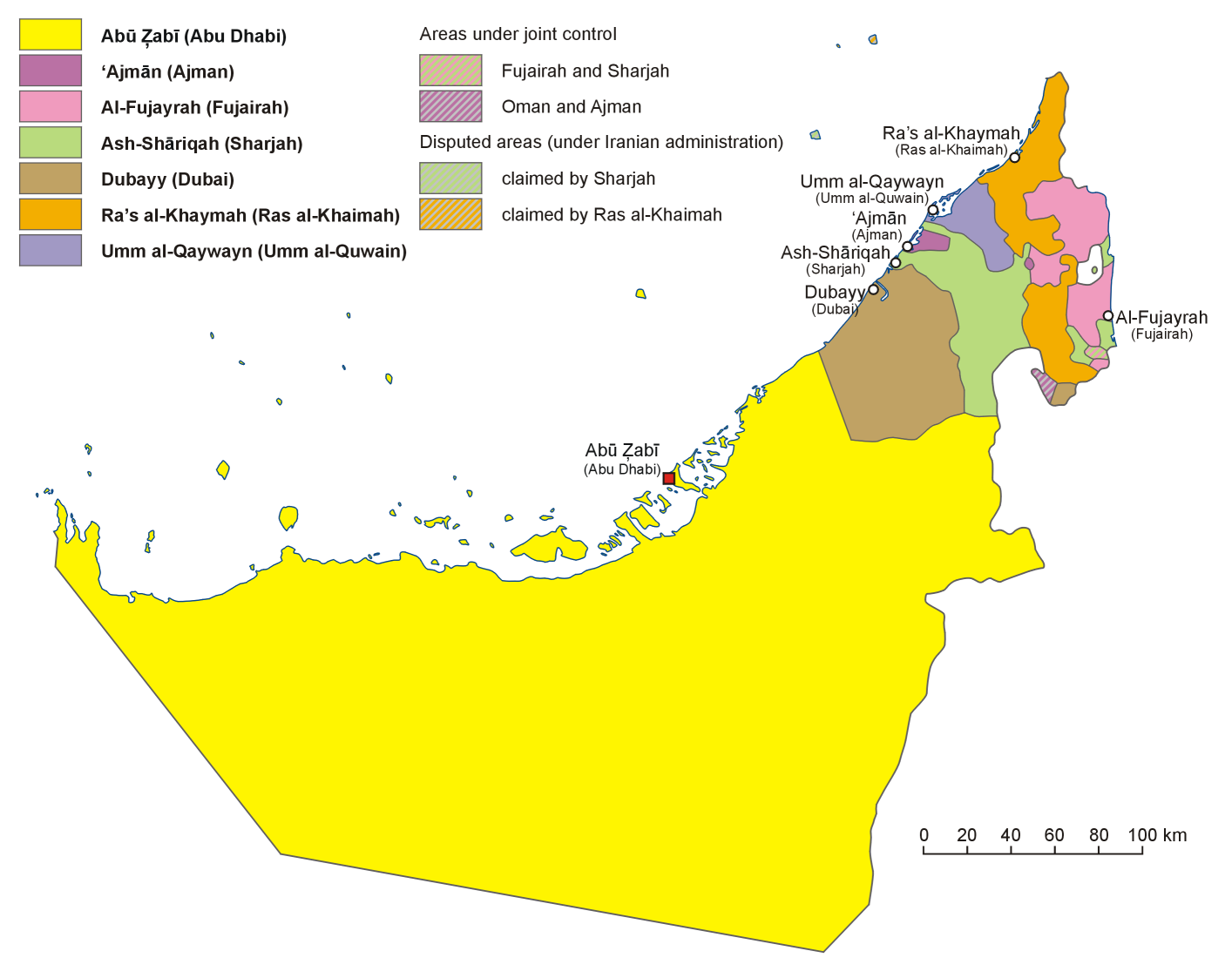
تقسیمات کشوری امارات متحده عربی

## بنیان‌گذار امارات متحده عربی
مؤسس و بنیان‌گذار حکومت امارات متحده عربی شیخ زاید بن سلطان آل نهیان بوده که با همکاری شیخ راشد بن سعید آل مکتوم به تأسیس این اتحاد همت گماردند. اولین نخست‌وزیر در حکومت دولت اتحاد شیخ مکتوم بن راشد بود. پس از درگذشت مؤسس دولت اتحاد امارات، رئیس حکومت امارات در سال ۲۰۰۴ (میلادی)
شیخ خلیفه بن زاید و نایب رئیس و نخست‌وزیر آن
شیخ محمد بن راشد حاکم دبی هستند.

## خاستگاه نامگذاری
واژهٔ «امارات» به معنی شیخ‌نشین یا امیرنشین است. نام امارات متحده عربی نیز به معنی «شیخ‌نشین‌های متحد عربی» است. نامیده شدن این کشور بنام «امارات» از آنجاست که پس از تشکیل اتحادیه هفت امارت امیرنشین تأسیس شده‌است.
شیخ‌نشین‌های هفت‌گانهٔ که دولت امارات متحده عربی را تشکیل می‌دهند به شرح زیر است:
- ابوظبی
- دبی
- شارجه
- عجمان
- ام‌القوین
- رأس‌الخیمه
- فجیره[نیازمند منبع]

### ساحل دزدان
در قرن۱۸تا۱۹ به منطقه سواحل امروزی امارات متحده عربی و شمال عمان ساحل دزدان یا ساحل قراصنه یا ساحل پایریت در خلیج فارس گفته می‌شد. پس از پیروزی ارتش هند/بریتانیا بر دزدان و امضای قرارداد صلح نام این منطقه به ساحل متصالحه تغییر یافت.